# Mariano Scoto
Mariano Scoto, in latino Marianus Scotus, chiamato anche Máel Brigte, ovvero "Devoto di Santa Brigida" (Irlanda, 1028 – Magonza, 1082 o 1083), è stato un monaco cristiano e storico irlandese.
Non dev'essere confuso con il Mariano Scoto di Ratisbona (†1088), abate dell'Abbazia di San Pietro di Ratisbona.

## Biografia
Venne educato da un certo Tigernach, divenne monaco nel 1052 e si trasferì in continente nel 1056, trascorrendo il resto della sua vita nell'abbazia di San Martino a Colonia, quindi a Fulda e poi a Magonza, ove morì e venne sepolto nella cattedrale della città.

## Opera
Mariano scrisse il Chronicon, una sorta di Storia Universale che va dalla creazione del mondo fino al 1082. Il Chronicon fu molto popolare nel medioevo ed in Inghilterra venne utilizzato molto come fonte storica da Giovanni di Worcester e da altri scrittori. Esso venne stampato per la prima volta a Basilea nel 1559 da  Jacobus Parcus con il titolo CHRONICA: ad Euangelij ueritatem,… e venne edito con un'introduzione di G. Waitz per il Monumenta Germaniae Historica Scriptores.